# ダム端末
ダム端末（ダムたんまつ、 英: dumb terminal）は、TSS（時間分割サービス）の利用者が用いた端末の一種で、接続先のホストコンピュータが表示する文字列を受け取り、表示するだけの機能をもったものをいう。「バカ端」と呼ばれたり「ダム端」と略称されることもあった。

## 概要
「ダム端末」とは「馬鹿な端末」の意味であり、頭を使う処理はホストコンピュータ（メインフレーム、ミッドレンジコンピュータ、ミニコンピュータなど）が行い、端末側は「自分では考えない」（頭脳が無い、処理をしない）ことに由来する。逆に高度な機能をもった端末は「インテリジェント端末」と呼ばれた。
ただし「ダム端末」の意味や範囲は、歴史や文脈により異なって使われる。
当初の意味では、ダム端末が備えていたのは、メインコンピュータとの通信機能の他、入力用キーボード及び出力装置のみだった。出力装置にはプリンタ（テレタイプ端末）が用いられた。この場合の「ダム端末」は、カーソル制御機能を持たない端末を意味していた。
やがて出力装置として文字ベースのビデオ表示装置が用いられるようになり、「ダム端末」は画面制御機能を含むが、複数の文字カラーやグラフィック機能を持たない端末を意味する場合が出てきた。代表例としてオリジナルのVT100がある。これらとの対比で、当時はIBM 3270専用端末やIBM 5250専用端末などは、複数の文字カラーやフルスクリーンの画面バッファなども備えたため、「インテリジェント端末」と呼ばれた。
1980年代後半より、安価になったパーソナルコンピュータに端末エミュレータを搭載して「端末」として使用することが一般化した。例えばVT100エミュレータ、IBM 3270エミュレータ、IBM 5250エミュレータなどである。この場合にはパーソナルコンピュータ上で他のソフトウェアとの連携処理や、データの保管も可能であり、「インテリジェント端末」と呼ばれた。これらとの対比で、IBM 3270専用端末やIBM 5250専用端末なども（端末以外の用途では使えないという意味で）「ダム端末」と呼ばれるようになった。
なおシンクライアントは、端末側では最小限の処理しかしないという意味では、一種のダム端末とも言える。